# Szarysz

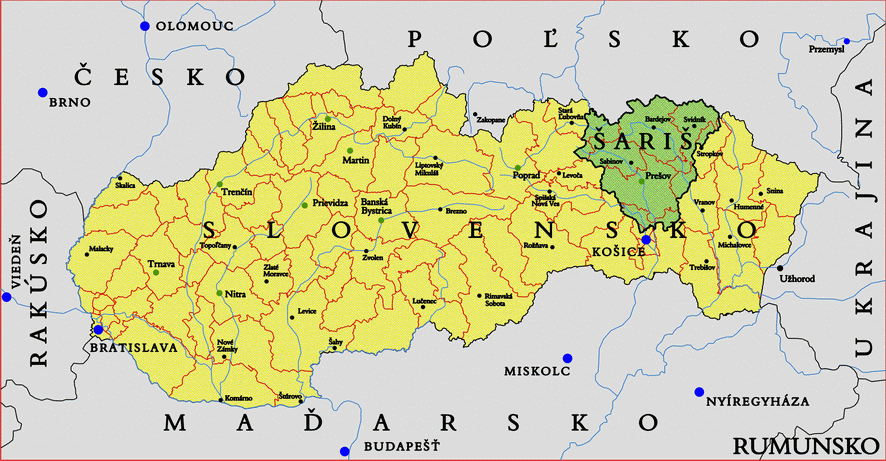
Szarysz na mapie Słowacji

Szarysz (słow. Šariš, łac. comitatus Sarossiensis, niem. Scharosch, węg. Sáros) – region historyczny, geograficzny i etnograficzny we wschodniej Słowacji. 

## Geografia
Szarysz leży w Zewnętrznych, Centralnych i Wewnętrznych Karpatach Zachodnich. Na północy Szarysz sąsiaduje z polską ziemią sądecką i biecką, na wschodzie z Zemplínem, na południu z Abovem, na zachodzie ze Spiszem. 
Pod względem geograficznym Szarysz zajmuje górne (północne) części dorzeczy Torysy, Topľi i Ondavy oraz skrawki dorzeczy Hornadu i Popradu. W granicach Szarysza znajdują się, w całości lub w części, następujące regiony geograficzne: południowe stoki Beskidu Niskiego, Góry Czerchowskie, 
Międzygórze Spisko-Szaryskie, Pogórze Ondawskie, Branisko i Bachureń, północne części Kotliny Koszyckiej i Gór Tokajsko-Slańskich. Szarysz jest krainą wyżynną i pagórkowatą, w części również górzystą. 
Po rozbiorze Królestwa Węgier w 1918 Szarysz w całości znalazł się na terytorium najpierw Czechosłowacji, a następnie Słowacji. Od 1923 nie stanowi odrębnej jednostki administracyjnej, jednak nazwa „Šariš” jest w powszechnym użyciu wśród mieszkańców, używają jej również na potrzeby turystyki i kultury słowackie władze.
Obszar Szarysza pokrywa się z obszarem dawnego węgierskiego komitatu Sáros. Powierzchnia Szarysza wynosi około 3,7 tys. km² (powierzchnia komitatu Sáros w 1910 wynosiła 3.652 km²). Największe miasta Szarysza to Preszów, Bardejów, Sabinov i Svidník. Szarysz zamieszkują dziś głównie Słowacy. Z mniejszości narodowych Szarysz zamieszkują silnie zasymilowani Rusini i rozproszeni Cyganie.
W przeszłości Szarysz zaliczał się do najbogatszych regionów całych Węgier. Obecnie jest jednym z uboższych regionów Słowacji. W ostatnich latach rozwija się tu turystyka i rekreacja. Do największych atrakcji turystycznych zaliczają się miasta Bardejów (wpisany na listę światowego Dziedzictwa UNESCO) i Preszów. Liczne są również zamki z czasów panowania węgierskiego, dziś najczęściej w ruinie, oraz drewniane cerkwie greckokatolickie. W Svidníku, Bardejowie i Raslavicach odbywają się imprezy kulturalne związane z kulturą rusińską. Przyrodniczymi atrakcjami regionu są okalające go pasma górskie i doliny rzek, które również dają warunki do uprawiania sportu. Największym zbiornikiem wodnym (i ośrodkiem sportów wodnych) Szarysza jest utworzony na Ondawie zbiornik zaporowy Veľká Domaša.

## Historia
Osadnictwo słowiańskie na terenach Szarysza datuje się już od V w. Jest ono udokumentowane licznymi znaleziskami archeologicznymi. Tereny dzisiejszego Szarysza w I połowie XI wieku znajdowały się w granicach Polski. W jego południowej części (koło dzisiejszego Preszowa) znajdował się znany polski graniczny gród Castrum Salis wzmiankowany zarówno w dokumentach polskich jak i węgierskich. 
W II połowie XI wieku Węgrzy zaczęli opanowywać ten region. Z tym że jeszcze w XII w. i w I połowie XIII w. jego północna część znajdowała się we władaniu Polski. Tam m.in. dokonano nadań ziemi cystersom w okolicy dzisiejszego Bardiowa.
Po zajęciu przez Węgry teren Szarysza stanowił początkowo, wraz z Abovem i regionem Heves, część wielkiego komitatu Novi Castri. Szarysz wyodrębnił się jako jego skrajnie północna część w XIII wieku. Ośrodkiem władz komitatu (oraz tzw. stolicy – okręgu samorządu szlacheckiego) był najpierw Zamek Szaryski (Šarišský hrad) w Wielkim Szaryszu, potem różne miejscowości w zależności od osoby żupana, a od 1647 – Preszów. W XV w. na terenie Szarysza działali bratrzycy – słowaccy husyci, zorganizowani na wzór braci czeskich. W XVI w. sukcesy odnosiła reformacja. W okresie od XVI do początków XVIII w. na terenie Szarysza miało miejsce wiele wydarzeń, w tym bitew i oblężeń miast, związanych z powstaniami kuruców. Wschodniosłowackie powstanie rolników w 1831 r. z terenów Zemplina przeniosło się przede wszystkim do Szarysza.
Szaryszem władały różne rody magnackie – najdłużej ród Rakoczych (Rákóczi). Do 1775 komitat dzielił się na cztery powiaty, obok których istniało, jako samodzielna jednostka, dominium Makovicy (słow. Panstvo Makovica, łac. Dominium Makovicza) z siedzibą na zamku Makowica. Od 1775 komitat dzielił się na sześć powiatów, z których każdy dzielił się na trzy obwody. Z czasem liczba powiatów doszła do dziesięciu, w tym trzech miejskich.